# Ramocsaháza
Ramocsaháza is een plaats (község) en gemeente in het Hongaarse comitaat Szabolcs-Szatmár-Bereg. Ramocsaháza telt 1531 inwoners (2001).